# Dysoxylum tonkinense
Dysoxylum tonkinense är en tvåhjärtbladig växtart som beskrevs av A. Cheval. och François Pellegrin. Dysoxylum tonkinense ingår i släktet Dysoxylum och familjen Meliaceae. Inga underarter finns listade i Catalogue of Life.